# Віреончик гвіанський
Вірео́нчик гвіанський (Hylophilus pectoralis) — вид горобцеподібних птахів родини віреонових (Vireonidae). Мешкає в Південній Америці.

## Поширення і екологія
Гвіанські віреончики поширені на північному сході Венесуели (Дельта-Амакуро), в Гаяні, на півночі Суринаму і Французької Гвіани, на півночі і в центрі Бразилії (від східної Амапи і нижньої течії Амазонки на схід до Мараньяну і на південь до Рондонії, Мату-Гросу-ду-Сул, Гоясу і заходу Сан-Паулу) та на півночі і сході Болівії. Ізольована популяція мешкають в центральному Перу (Сан-Мартін). Гвіанські віреончики живуть у вологих рівнинних і сухих тропічних лісах і чагарникових заростях, в галерейних і мангрових лісах та в садах. Зустрічаються на висоті до 600 м над рівнем моря.